# Freja (pigenavn)
 For alternative betydninger, se Freja (flertydig). (Se også artikler, som begynder med Freja)
Navnet Freja (alt. Freia, Freya eller Freyja) har flere forskellige betydninger.
På græsk stammer navnet fra det store havmonster Fraufil, som siges at oversvømme landsbyer, hvis ikke menneskene bringer hende offergaver (Kilde mangler).
Fra nordisk mytologi er Freja kærlighedsgudinden, som bl.a. har dagen fredag opkaldt efter sig.

## Navnets udbredelse
Navnet var i mange år meget sjældent som pigenavn i Danmark, men steg pludseligt i slutningen af det 20. århundrede, og var både i 2000'erne og 2010'erne blandt de mest almindelige pigenavne herhjemme. Navnet var i 1990'erne mest almindeligt i Østjylland, mens det i 2000'erne var mest almindeligt i Københavnsområdet .
På dansk og svensk er stavemåden med j mest almindelig, men stavemåden med y - som egentlig er den engelske og tyske stavemåde - er med tiden også blevet mere almindelig. I Norge staves navnet oftest med i, mens det på Island for det meste staves med yj. Disse to stavemåder har - til trods for, at de begge er godkendt i Danmark - dog kun i yderst begrænset omfang vundet indpas herhjemme.

## Kendte personer med navnet
- Freja Abildå (født 1998), dansk fodboldspiller.
- Freja Cohrt (født 1994), dansk håndboldspiller.
- Freja Beha Erichsen (født 1987), dansk fotomodel.
- Freja Eva Lockenwitz (født 1987), dansk sangerinde.